# Robotboy
Robotboy es una serie animada franco-británica producida por Gaumont Animation para France 3 y Cartoon Network Europe. Fue creado y diseñado por Jan Van Rijsselberge, y producido en París por Alphanim. La primera temporada (coproducida con LuxAnimation, y producida con financiamiento de "Cofinova 1") fue dirigida por Charlie Bean (que trabajó en otros programas como El laboratorio de Dexter, The Powerpuff Girls y Samurai Jack), mientras que la segunda temporada fue codirigida por Bob Camp y Heath Kenny.

## Argumento
La serie se centra en Robotboy, un robot diseñado por el profesor Moshimo, el cual fue diseñado como el mejor robot, pero con la capacidad de tener emociones humanas. Pero el Dr. Kamikaze con su asistente Constantine intentaran robar el robot, por lo que el profesor Moshimo se lo enviará a Tom Turnbull (el admirador número uno del profesor Moshimo) para que él lo cuide, teniendo aventuras junto a sus amigos Gus y Lola.

## Personajes principales
Los personajes en la serie son muy variados, el científico malo Dr. Kamikaze y su asistente Constantine; los personajes buenos (Tom, Lola y Gus) y el que siempre está en medio de las peleas (Robotboy), aunque este siempre las soluciona.

## Episodios
La serie cuenta con 52 episodios en las 4 temporadas, las primeras dos tuvieron un estilo de dibujo especial para los espectadores

## Ambientación

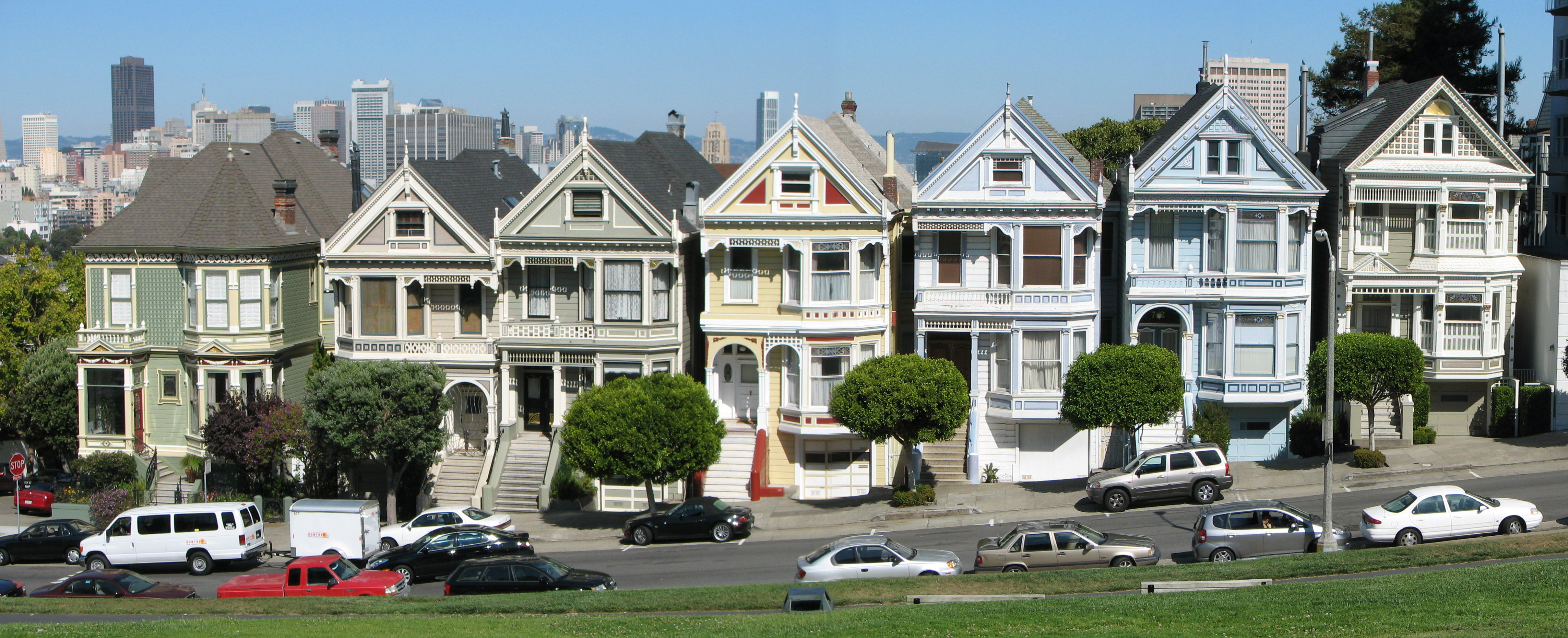
Estas casas son muy similares a las que aparecen en la serie.

La ambientación temporal es muy ambigua, ya que hay inventos muy avanzados (robots, autos voladores, etc), sin embargo, las personas corrientes siguen con el mismo estilo de vida (automóviles de combustión interna, juguetes básicos, etc).
Las ubicaciones en la serie son generalmente la bahía de san Francisco, donde viven Tom y Gus (al parecer, sus casas son muy similares con la calle Alamo square), Lola sin embargo, vive en una casa más acomodada cerca de Tom. 
El laboratorio de Dr. Kamikaze (una pequeña isla con un volcán en medio con forma de rostro malvado), en el cual almacena y vive con su gran cantidad de inventos y mascotas exóticas (escorpiones, tigres y quimeras). También se pueden apreciar elementos que hacen referencia a la cultura japonesa-neerlandesa.

## Voces

### Originales
Inglés - Canadá y Francia:
- Julie Lemieux: Robotboy
- Alexandra Lai: Robotgirl
- Susan Roman: Tommy Turnbull
- Aaryn Doyle: Lola Mbola
- Linda Ballantyne: Augustus Bachman Turner/Gus/G-man
- Andrew Sabiston: Profesor Moshimo
- Robert Tinkler: Dr. Kamikazi
- Dan Petronijevic: Constantine
- Louis Chirillo: Donnie Turnbull
- Andrea Libman: Deb Turnbull
- Brian Froud: Dwight Turnbull
- Joseph Motiki: General Yakitori
- Stacey DePass: Agent Kalaschnikov

### España
| Actor                     | Personaje                         |
| ------------------------- | --------------------------------- |
| Celia De Diego            | Robotboy                          |
| Valle Acebrón             | Tommy Turnbull                    |
| Sara Vivas                | Augustus Bachman Turner/Gus/G-man |
| Carmen Cervantes          | Lola Mbola                        |
| Luis Mas                  | Dr. Kamikazi                      |
| Francisco Javier Martínez | Constantine                       |
| Celia De Diego            | Mamá de Tommy                     |
| Javier Franquelo          | Profesor Moshimo                  |

### Latinoamérica
| Actor                | Voz                               | Actor               | Voz                  |
| -------------------- | --------------------------------- | ------------------- | -------------------- |
| Elsa Covián          | Robotboy                          | Claudia Mota        | Tommy Turnbull       |
| Magda Giner          | Augustus Bachman Turner/Gus/G-man | Rossy Aguirre       | Lola Mbola           |
| Martín Soto          | Profesor Moshimo                  | Roberto Mendiola    | Dr. Kamikazi         |
| Rubén León           | Constantine                       | Karla Falcón        | Robotgirl            |
| Patricia Acevedo     | Debbie Turnbull                   | Juan Carlos Tinoco  | Dwight Turnbull      |
| Eduardo Garza        | Donnie Turnbull                   | Enzo Fortuny        | Bjorn Johnson        |
| Luis Daniel Ramírez  | Kurt                              | Mayra Arellano      | Bambi                |
| Rebeca Manríquez     | Susie                             | Carlos Hugo Hidalgo | Pie Inhumano         |
| Andrés García Huerta | Puño Humano                       | Humberto Vélez      | Klaus Von Affenkugel |
| Óscar Flores         | Locución e insertos               |                     |                      |

#### Ficha técnica
- Director de doblaje: Rossy Aguirre
- Traductor de la serie: Carlos Hugo Hidalgo
- Estudio de Doblaje: Sensaciones Sónicas S.A de C.V

## Transmisión

### Estados Unidos
La serie se estrenó a las 9:00 a. m. ET/PT tiempo el 28 de diciembre de 2005 por Cartoon Network.

### Latinoamérica
La serie se estrenó el 2 de septiembre de 2006 por Cartoon Network Latinoamérica, donde los episodios se estrenaron todos los sábados, y siguió emitiéndose por la señal de Cartoon Network Latinoamérica hasta 2011.